# Cum Nos Superiori
 Cum Nos Superiori  è una bolla di Papa Pio VI del 13 novembre 1798.
A Roma la situazione precipita. Il 15 febbraio 1798, anniversario dell'elezione di Pio VI, le truppe francesi e i congiurati rivoluzionari erigono sul Campidoglio l'albero della libertà, proclamano la cessazione del potere temporale dei Papi e danno vita alla Repubblica Romana. L'ottuagenario Pio VI, dichiarato in arresto, riceve l'ordine di espulsione dal Vaticano e dalla città eterna. Dopo un penoso viaggio, approda a Siena, dove resta per tre mesi. Nel luglio 1798 si trasferisce a Firenze, presso il cenobio dei Certosini, da dove il 13 novembre 1798 emana la Bolla Cum Nos Superiori con la quale, richiamata la propria precedente Bolla Christi Ecclesiae dell'anno precedente, impartisce ulteriori direttive su quanto dovranno compiere i Cardinali per l'elezione del nuovo Papa nell'ipotesi in cui il Pontefice cessasse di vivere fuori della Curia Romana.